# Bogdan Ludowicz
Bogdan Ludowicz (ur. 27 lipca 1943 w Kościanie, zm. 8 lipca 2021) – polski artysta fotografik, fotoreporter i dokumentalista, myśliwy i hodowca psów myśliwskich.

## Życiorys
Był jednym z sześciorga dzieci. W młodości zamieszkał u wuja w Szczecinie, gdzie ukończył liceum plastyczne, pracował jako nauczyciel plastyki i prac technicznych. Po śmierci ojca wrócił do Kościana, przejmując jego zakład fotograficzny. W 1979, za namową Jerzego Zielonki, podjął zatrudnienie w „Panoramie Leszczyńskiej”. Był współodpowiedzialny za sukces czytelniczy tego czasopisma. Związał się z tym tygodnikiem do śmierci.
Oprócz „Panoramy Leszczyńskiej”, pracował m.in. dla „Gazety Poznańskiej”, „Wiadomości Kościańskich”, „Gazety Kościańskiej” i portalu „koscian.net”.
Wydał siedem indywidualnych albumów fotograficznych. Zorganizowano kilka wystaw jego twórczości, w tym m.in.:
- Ziemia Kościańska w fotogramach Bogdana Ludowicza (Kościan, 1974),
- Województwo leszczyńskie w fotogramach Bogdana Ludowicza (Leszno, Kościan, Gostyń, 1976-1977),
- Stadnina Koni Racot (Kościan, 1988);
- Aukcja Koni – Racot (Poznań, 1997),
- Portret teatralny (Kościan, 2009),
- Projekt PKS – osiem dni z życia powiatu kościańskiego (Kościan, 2005-2011, Poznań, 2012)[4].

Był także myśliwym i hodowcą psów myśliwskich oraz współzałożycielem czasopisma „Psy – rasy myśliwskie”. Piętnował zachowania nieetyczne i niezgodne zasadami humanitarnego myślistwa.
Pochowano go 12 lipca 2021 na cmentarzu parafialnym w Kościanie.

## Odznaczenia
W 2013 został uhonorowany odznaką „Za zasługi dla województwa wielkopolskiego” i nagrodą „Kościan Dziękuje” w dowód uznania za konsekwentne promowanie Kościana i fotograficzne dokumentowanie przemian zachodzących w mieście.